# Lysandra shakla
Lysandra shakla är en fjärilsart som beskrevs av Higgins 1958. Lysandra shakla ingår i släktet Lysandra och familjen juvelvingar. Inga underarter finns listade i Catalogue of Life.